# Communauté de communes des Trois Coteaux
La communauté de communes des Trois Coteaux (CC3C) est une ancienne communauté de communes française, située dans le département de la Marne et la région Champagne-Ardenne.
Elle disparait le 31 décembre 2013, ses communes ayant été rattachées à deux autres intercommunalités.

## Historique
Le District des Trois Coteaux est créé par arrêté préfectoral du 6 décembre 1992, et transformé en communauté de communes par arrêté préfectoral du 31 décembre 2001.
La communauté de communes est dissoute le 31 décembre 2013, du fait de la réforme des collectivités territoriales. Ses communes rejoignent la communauté de communes Épernay Pays de Champagne, à l'exception de Moslins, qui adhère à celle de la région de Vertus,.

## Territoire communautaire

### Composition
La communauté de communes était composée de 6 communes, dont la principale est Grauves :
| Nom              | Code Insee | Gentilé       | Superficie (km2) | Population (dernière pop. légale) | Densité (hab./km2) |
| ---------------- | ---------- | ------------- | ---------------- | --------------------------------- | ------------------ |
| Grauves (siège)  | 51281      | Gravriots     | 7,84             | 648 (2014)                        | 83                 |
| Chavot-Courcourt | 51142      |               | 4,42             | 360 (2014)                        | 81                 |
| Mancy            | 51342      | Mancéens      | 3,57             | 262 (2014)                        | 73                 |
| Monthelon        | 51378      | Monthelonnais | 2,66             | 348 (2014)                        | 131                |
| Morangis         | 51384      | Morangissois  | 8,65             | 364 (2014)                        | 42                 |
| Moslins          | 51387      | Moslinois     | 11,72            | 310 (2014)                        | 26                 |

## Fonctionnement

### Siège
Le siège de la communauté de communes était à Grauves, 7 rue d'Epernay.

### Élus
La communauté de communes était administrée par un conseil communautaire constitué de représentants de chaque commune, élus en leur sein par les conseils municipaux.

### Liste des présidents
| Période                                  | Période | Identité     | Étiquette | Qualité                            |
| ---------------------------------------- | ------- | ------------ | --------- | ---------------------------------- |
| Les données manquantes sont à compléter. |         |              |           |                                    |
| ?                                        | ?       | Gérard Butin |           | Maire de Chavot-Courcourt (2001→ ) |
| ?                                        | 2013    | Henri Chopin |           | Maire de Monthelon (2001 → 2014)   |

### Compétences
L'intercommunalité exerçait les compétences qui lui avaient été transférées par les communes membres, conformément aux dispositions légales.

### Régime fiscal et budget
La communauté de communes percevait une fiscalité additionnelle aux impôts locaux des communes, sans FPZ (fiscalité professionnelle de zone) et sans FPE (fiscalité professionnelle sur les éoliennes).